# أكوارا
أكوارا (بالإيطالية: Aquara)‏ هي كومونا في مقاطعة سلرنو بمنطقة كمبانية جنوب غرب إيطاليا.